# Club Deportivo Universidad de Valladolid
El Club Deportivo Universidad de Valladolid es un club de fútbol de España, de la ciudad de Valladolid. Pertenece a la Universidad de Valladolid (UVa) y juega en Primera Provincial de Castilla y León.

## Historia
El equipo de fútbol de la Universidad de Valladolid se creó en 1974. Inicialmente compitió como Centro Deportivo Universitario de Valladolid, nombre del club que daba amparo a los distintos equipos federados de la UVa. Esta denominación se mantuvo hasta 2004, cuando tomó la actual.
La temporada 1980-81 debutó en categoría nacional, la Tercera División, que perdió en un solo año. Tras dos temporadas en Primera Regional la campaña 1983-84 volvió a jugar en Tercera División, en los que fueron los mejores años en la historia del club, con su mejor puesto histórico (10.º) y el mayor número de temporadas seguidas en Tercera, con un total de cuatro.
Tras el descenso compitió en categorías regionales. La temporada 2004-05 consiguió de nuevo el ascenso a Tercera División, donde se mantuvo dos temporadas. Actualmente milita de nuevo en Primera
Regional de Castilla y León.

## Uniforme
- Uniforme titular: Camiseta púrpura, pantalón púrpura y medias blancas.

- Uniforme visitante: Camiseta blanca, pantalón blanca y medias blancas.

## Estadio
Disputa sus partidos en el campo de fútbol de Fuente de Mora, que forma parte del complejo deportivo de la Universidad de Valladolid. Se encuentra en la Carretera de Renedo de Esgueva VA-140 km 3,200.

## Datos del club
- Temporadas en 1ª: 0
- Temporadas en 2ª: 0
- Temporadas en 2ªB: 0
- Temporadas en 3.ª: 7
- Mejor puesto en la liga: 10.º (Tercera División de España 1984-85)
- Peor puesto en la liga: 19º (Tercera División de España 1986-87)
- Puesto en la clasificación histórica de 3ª división: 870

### EstadísticasTercera División
| Torneo | PJ  | PUNTOS | PG | PE | PP  | GF  | GC  | DG   |
| ------ | --- | ------ | -- | -- | --- | --- | --- | ---- |
| Total  | 268 | 228    | 73 | 64 | 131 | 319 | 471 | -152 |

## Palmarés

### Campeonatos regionales
- Primera Provincial de Valladolid (2): 1999-00 (como C.D. Universitario)[4] y 2015-16.[5]
- Subcampeón de la Regional Preferente de Castilla y León (2): 1991-92 (Grupo B-1) (como C.D. Universitario)[6] y 2004-05 (Grupo B).[7]
- Subcampeón de la Regional Preferente de la Federación Oeste (1): 1975-76 (Grupo A) (como C.D. Universitario).[6]
- Subcampeón del  Trofeo Diputación de Valladolid (1): 2002 (como C.D. Universitario).